# Инчфад
Инчфа́д (англ. Inchfad, гэльск. Innis Fada) — частный озёрный остров, расположенный в восточной части озера Лох-Ломонд, административно относится к округу Стерлинг (Шотландия).

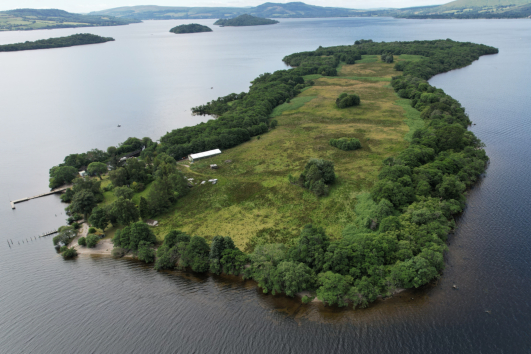

## География, описание
Инчфад переводится как «длинный остров». Он вытянут с юго-запада на северо-восток на 1280 метров, его ширина колеблется от 250 до 460 метров, площадь составляет 0,35 км², высшая точка — 24 метра над уровнем моря (16 метров над уровнем озера). Около двух третей острова занимает лес, центральная и северо-восточная же части острова представляют собой луг. Почва плодородная.
В 100 метрах к юго-западу от Инчфада расположен крохотный лесистый островок Элландеррох, имеющий размер 100 на 50 метров. В 500 метрах к западу находится остров Инчкруин, в 500 метрах к юго-востоку — остров Инчкаиллох, до «большой земли» — 600 метров на северо-восток.

## История
В начале XVIII века Инчфад принадлежал семье Макфарлейнов, которые производили здесь виски вплоть до середины XIX века, но затем наследники переключились на другой вид предпринимательства: они владели верфью в деревне Балмаха, находящейся на берегу менее чем в полутора километрах от острова; а также занимались региональными почтовыми услугами.

В 1944 году остров купила семейная пара англичан по фамилии Дэвисон, которые активно начали восстанавливать заброшенную ферму острова: всё необходимое, включая скот, было доставлено из Уиррала. Приведя хозяйство в образцовый порядок, супруги продали остров, купили переоборудованное рыболовецкое судно, на котором и потерпели вскоре кораблекрушение. Фрэнк Дэвисон утонул, а его вдова, Энн (1914—1992; известная тем, что в возрасте 39 лет стала первой женщиной в одиночку пересекшей Атлантический океан), позднее написала автобиографию «Домом был Остров» об их жизни на Инчмаррине и Инчфаде. После 1953 года остров принадлежал нескольким разным хозяевам, нынешний владеет им с 1994 года.

Согласно переписи 2001 года на острове проживали два человека. Согласно переписи 2011 года на острове проживал один человек (жилой дом и три-четыре хозяйственные постройки на северо-восточной оконечности острова).